# Ca l'Esquiu
Ca l'Esquiu és una casa de Bellpuig (Urgell) protegida com a bé cultural d'interès local.

## Descripció
Ca l'Esquiu és una de les cases més antigues conservades dempeus en el poble de Bellpuig. Al llarg dels segles ha anat patint diferents obres de reformes i remodelacions, malgrat tot no ha perdut la solidesa de casa pairal que inicialment tenia. La casa s'estructura en dues plantes. En la façana mostra a la planta baixa dues portes d'entrada, una porta d'arc de mig punt adovellada, amb una flor de llis gravada a la clau, i una altra porta de cronologia posterior de forma rectangular al costat d'una finestra. A la planta superior s'hi obren dos balcons amb les seves respectives llindes on en una hi ha la inscripció amb la data del 1670 coronada superiorment per l'anagrama de Maria. A les llindes dels balcons hi ha esculpits i gravats els símbols de Crist i de la Mare de Déu del Roser. Interiorment aquesta casa es troba en estat de ruïna total i a la part posterior hi ha un pati en estat salvatge per l'abandonament general de la casa.